# NGC 2188

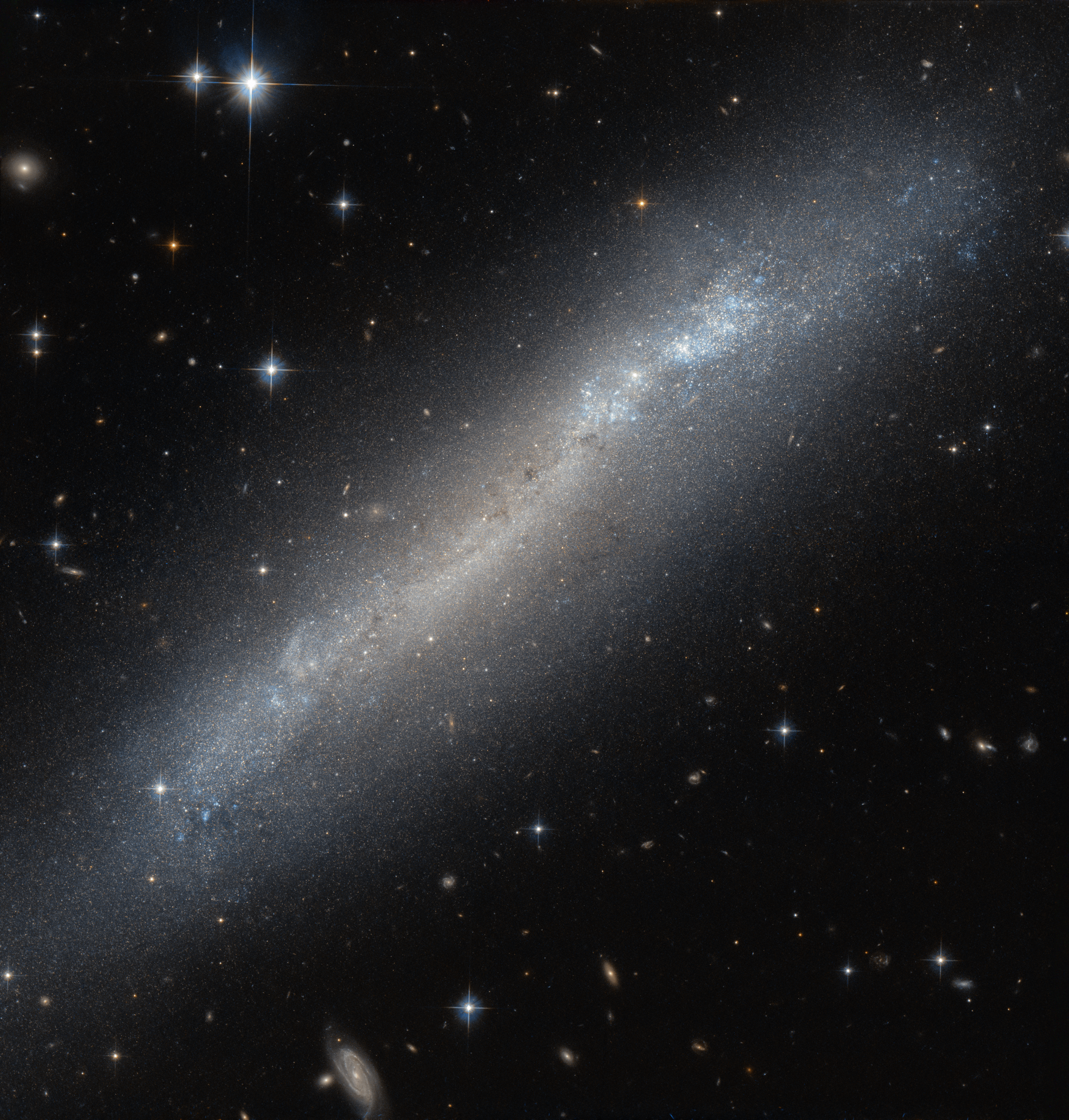
La galaxie spirale barrée par le télescope spatial Hubble.

NGC 2188 est une galaxie spirale barrée de type magellanique vue par la tranche et située dans la constellation de la Colombe. NGC 2188 a été découverte par l'astronome britannique John Herschel en 1836.

## Caractéristiques
La classe de luminosité de NGC 2188 est V et elle présente une large raie HI.
Sa vitesse par rapport au fond diffus cosmologique est de 849 ± 8 km/s, ce qui correspond à une distance de Hubble de 12,52 ± 0,88 Mpc (∼40,8 millions d'al).
À ce jour, une dizaine de mesures non basées sur le décalage vers le rouge (redshift) donnent une distance de 7,325 ± 3,115 Mpc (∼23,9 millions d'al), ce qui est un peu à l'extérieur des valeurs de la distance de Hubble. Puisque cette galaxie est relativement rapprochée du Groupe local, il est probable que cette valeur soit plus près de la distance réelle de NGC 2188. Notons que c'est avec la valeur moyenne des mesures indépendantes, lorsqu'elles existent, que la base de données NASA/IPAC calcule le diamètre d'une galaxie.